# Kurd von Damm

Kurd von Damm

Karl Albert Kurd von Damm (* 28. April 1862 in Braunschweig; † 24. Januar 1915 in Kiel) war ein deutscher Rechtsanwalt, Politiker und Unternehmer. Er war von 1903 bis 1912 Reichstagsabgeordneter.

## Leben und Werk
Von Damm wuchs in Helmstedt auf und studierte ab 1881 Rechtswissenschaft in Freiburg, Berlin und Göttingen. In Freiburg schloss er sich dem Corps Rhenania Freiburg an. Die juristischen Staatsexamen legte er 1885 und 1888 ab und wurde 1889 braunschweigischer Verwaltungsbeamter. Von 1892 bis 1897 war er Stadtdirektor von Wolfenbüttel. Dort arbeitete er von 1898 bis 1913 als Rechtsanwalt, wurde 1899 zum Notar und 1910 zum Justizrat ernannt. Er wechselte seinen Wohnsitz zunächst nach Bensberg und anschließend nach Berlin. Dort war er seit 1914 als Anwalt am Kammergericht tätig. Nach Kriegsausbruch war er Hilfskriegsgerichtsrat der Marine in Kiel, wo er 1915 starb.

### Gründung der Mühle Rüningen
Von Damm engagierte sich in mehreren Wirtschaftsunternehmen. So war er stellvertretender Vorsitzender des Aufsichtsrates der Braunschweiger Maschinen- und Mühlenbauanstalt G. Luther AG sowie der Lehrter Portland-Zement-Fabrik Germania AG. Von Damm war der Schwiegersohn des Gründers der Braunschweiger Mühle Rüningen AG, Konsul Georg Berkenbusch, in dessen Firma er eintrat. Am 22. Dezember 1898 wurde das Unternehmen mit einem Kapital von 1,75 Mio. Mark in eine Aktiengesellschaft umgewandelt, zu deren Gründern neben von Damm und Berkenbusch der Fabrikdirektor von Buggenhagen, der Bankier Albert Schmincke und Otto Stein gehörten. Zu den Nachfahren Kurd von Damms gehörte Jürgen von Damm (* 1919 in Reckershaus als Sohn des Rechtsanwalts Georg von Damm), der in den 1980er-Jahren unter anderem als Vorstandsvorsitzender der Mühle Rüningen AG tätig war.

### Mitglied des Reichstags
Von Damm war aktiv in der Vereinigung „Brunonia“ und gehörte zu den Gründern der braunschweigisch-welfischen Partei. Nach einer gescheiterten Reichstagskandidatur 1898 wurde er 1903 für den Reichstagswahlkreis Herzogtum Braunschweig 3 (Holzminden-Gandersheim) zum Mitglied des Reichstages gewählt, wo er bis 1912 u. a. als Hospitant der Wirtschaftlichen Vereinigung und als Schriftführer tätig war.